# 58535 Pattillo
58535 Pattillo este un asteroid din centura principală, descoperit pe 16 februarie 1997.